# 中兴镇 (都江堰市)
中兴镇，是中华人民共和国四川省成都市都江堰市曾经下辖的一个镇。2019年12月，撤销中兴镇、玉堂镇，设立玉堂街道，以原中兴镇和原玉堂镇所属行政区域为玉堂街道的行政区域。

## 行政区划
中兴镇撤销前下辖以下地区：
耆亭社区、梓桐社区村、两河社区村、三溪社区村、九龙社区村、永安社区村、红旗社区村、沿江社区村、新益社区村、梅花社区村、上元社区村和永胜社区村。